# ヘラルド島
ヘラルド島(露 :Остров Геральд) は、チュクチ海にあるロシアの小さな孤立した島で、ウランゲリ島のワーリングポイントから東60キロメートルにある。切り立った崖の中にそびえ立っているため、船や飛行機でのアクセスは非常に困難である。近づくことができる唯一の海岸線は北西の地点で、そこの崖は崩れ落ちて浮き石と砂利の山になっている。面積は11.3平方キロメートル ,最大標高は364メートル。この島は氷河がなく、無人島である。世界の陸地最北東の地点。

## 地質学
ヘラルド島は堆積岩、変成岩、火成岩で構成されている。この島の北東端は、厚さ 600 mの砂岩、千枚岩、石英、及び壊滅的な石英閃長岩の連続で構成されている。これらの岩石は原生代または古生代後期のもの。この島の大部分はジュラ紀の花崗岩のプルトンで構成されている。

## 重要鳥類エリア
ヘラルド島は、近くのウランゲリ島とともに、バードライフ・インターナショナルによって重要鳥類保護区(IBA) に指定されている。

## 気候
気候は一年中厳しい。 一年のほとんどの間、この地域は湿気や塵の含有量が少ない冷たい北極の空気の塊に覆われている。夏には、暖かく湿った太平洋の空気が南東から吹く。乾燥した強く暖められたシベリアからの気団が定期的に吹いている。白夜は5月中旬から7月20日まで続き、極夜は11月中旬から1月末まで続く。冬は長く、継続的な極寒の天候と強い北風が特徴。1 月の平均気温は -21.3 °C (-6.3 °F) で、最も寒いのは 2 月と 3 月。この期間中、気温は数週間にわたり -30 °C (-22 °F) 未満に留まり、吹雪が頻繁に発生し、風速が 40 m/s (80 kn) 以上になることがある。夏は涼しく、霜や雪が降る。7 月の平均気温は 2 〜 2.5 °C (35.6 〜 36.5 °F) の間で変動する。